# 3912 Troja
3912 Troja (1988 SG) là một tiểu hành tinh vành đai chính được phát hiện ngày 16 tháng 9 năm 1988 bởi E. W. Elst ở Đài thiên văn Haute-Provence.